# Good day (足立佳奈の曲)
「Good day」（グッデイ）は、日本のシンガーソングライター・足立佳奈の楽曲で通算7枚目シングルの表題曲。2020年1月15日にSME Recordsより音楽配信とマキシシングルでリリースされた。

## 制作背景
収録曲数の異なる期間生産限定盤と通常盤の2形態で販売された。
表題曲である「Good day」は、テレビアニメ『七つの大罪 神々の逆鱗』2クール目のエンディングテーマとして採用されており、期間生産限定盤はアニメ描き下ろしジャケットとなっている。本人はもともと『七つの大罪』のファンであり、登場人物の立場に寄り添い作詞したという。
カップリング曲である「はたらくうた」は、それまでYouTubeでのみ公開となっていた、タウンワークとのコラボで生まれた、働くすべての人へ向けた応援ソングである。

## 収録内容
| #         | タイトル                                                  | 作詞               | 作曲      | 編曲      | 時間  |
| --------- | --------------------------------------------------------- | ------------------ | --------- | --------- | ----- |
| 1.        | 「Good day」(『七つの大罪 神々の逆鱗』エンディングテーマ) | 足立佳奈、中村泰輔 | 中村泰輔  | 中村泰輔  | 3:21  |
| 2.        | 「はたらくうた」(タウンワークコラボソング)                | 足立佳奈           | 足立佳奈  | 勝池壌二  | 4:40  |
| 3.        | 「Good day（TV edit：通常盤のみ）」                       |                    |           |           | 1:32  |
| 4.        | 「Good day（Instrumental： 通常盤のみ）」                 |                    |           |           | 3:19  |
| 合計時間: | 合計時間:                                                 | 合計時間:          | 合計時間: | 合計時間: | 12:52 |